# USS Carmick (DD-493)
Эскадренный миноносец «Кармайк» (англ. USS Carmick (DD-493)) — американский эсминец типа Gleaves.
По традиции Флота США корабль класса "эсминец" назван в честь одного из т.н. "морских героев" - Даниэла Кармайка, офицера морской пехоты, героя войны 1812 года в США. 
Эсминец заложен на верфи Seattle Tacoma Shipbuilding, Сиэтл 29 мая 1941 года. Спущен 8 марта 1942 года, вступил в строй 28 декабря 1942 года. В командование кораблем назначен коммандер В. С. Уайтсайд.

#### Атлантика и Средиземноморье
В свой мэйден-вояж «Кармайк» отправился 19 февраля 1943 года из залива Сан-Диего, Калифорния, прибыв в ВМБ Норфолк, Вирджиния 10 марта. Карьеру корабль начал в амплуа океанского эскорта, сопровождающего конвои во время битвы за Атлантику. Первый конвой проведен до ВМБ Арджентия, Ньюфаундленд, Канада. Затем эсминец пришел в Нью-Йорк, чтобы сопровождать конвой до Касабланки.
8 мая — первый контакт с вражеской субмариной. Три атаки глубинными бомбами. Результатов атаки не наблюдал. Бой прерван, чтобы иметь возможность догнать конвой. Конвой проведен.
Вернулся из Касабланки в Нью-Йорк 1 июня. Отправлен для производства учений в Каско Бэй. 16 июня в тумане напоролся на неизвестный подводный объект, ремонт на 4 месяца.
С 5 ноября 1943 — эскортные задачи. Сопровождение конвоя в Дерри, Северная Ирландия. Затем в декабре эскортировал флотский танкер USS Chikaskia (AO-54) на Арубу. В январе 1944 обеспечивал охранение во время проведения сдаточных учений ударного авианосца USS Hornet (CV-12) возле Бермуд. В феврале эсминец тестировал вооружения по заданию Корабельного Бюро и состоял в охранении авианосца USS Wasp (СV-18) во время похода до Тринидада. С 29 марта USS Carmick переведен в истребительную группу 18-й эскадры эсминцев.
2 апреля 1944 года во время проведения конвоя эсминец установил контакт с вражеской субмариной, две атаки глубинными бомбами, результата не наблюдал. Позже в тот же день замечена торпеда по курсу, уклонился маневрированием. 18 апреля вышел из Бостона (штат Массачусетс) и 28 апреля прибыл в Плимут, Британия для подготовки к участию в Нормандской стратегической десантной операции.
6 июня, в первый день высадки (D-Day) эсминец был закреплен за плацдармом Omaha Bich. Сначала обеспечивал противолодочное и противокатерное охранение корабельных группировок. Позже сопровождал огнем артиллерии ГК штурмовые группы десанта, наносил точечные удары по береговым укреплениям и узлам обороны немцев. USS Carmick оставался в районе высадки до 17 июня, обеспечивая ПВО как плацдарма, так и судового трафика — огромное количество кораблей и судов прибывало и убывало для снабжения десанта.
10 июня зенитным огнем эсминца сбит бомбардировщик «Хейнкель».
18 июля 1944 эсминец прибыл в Средиземное море. Конвойная служба и подготовка к десанту в Южной Франции продолжались до 15 августа. В день высадки USS Carmick находился в авангарде флота вторжения. Исполнял те же обязанности, что и в Нормандии. 18 августа эсминцем потоплен немецкий торпедный катер.
Корабль оставался в Средиземноморье до сентября, затем отправился в Нью-Йорк. После ремонта и учений, USS Carmick вернулся к эскортным обязанностям, проводя конвои до Касабланки и Орана.
С 23 июня 1945 года переклассифицирован в быстроходный эсминец-тральщик DMS-33. В августе отправился на Окинаву, чтобы принять участие в тральных операциях в Желтом море. В послевоенные годы базировался на Сан-Диего, де-комиссован не был.

#### Корея
Участвовал в Корейской войне, в зоне боевых действий с октября 1950-го. Проводил артподготовку, оказывал огневую поддержку, осуществлял траление как возле восточного, так и возле западного побережий Кореи. Корабль отличился во время искуссного и тяжелого траления мин в бухте Чиннампо в октябре -декабре 1950-го. За эту операцию USS Carmick удостоился Благодарности ВМС (Navy Unit Commendation).
Выведен в резерв 15 февраля 1954 года. С 15 июля 1955 года снова эсминец DD-493 года.
Из ВМС США исключён 1 июля 1971 года.
Продан 7 августа 1972 года фирме «American Ship Dismantlers Inc.» в Портленд и разобран на слом.